# Abacetus alaticollis
Abacetus alaticollis es una especie de escarabajo terrestre de la subfamilia Pterostichinae.  Fue descrita por Straneo en 1957 y es una especie endémica que se encuentra en Mozambique, África. 